# Palasport (Porto San Giorgio)
Il Palasport, denominato PalaSavelli per ragioni di sponsorizzazione a partire dall'estate 2004, è il palazzetto dello sport di Porto San Giorgio.
Ha ospitato le partite casalinghe della Sutor Montegranaro nei campionati professionistici (Serie A e Legadue) fino all'anno 2011, quando la società gialloblù scelse il PalaRossini di Ancona come nuova casa. Tuttavia la Sutor Montegranaro ha deciso di tornare a Porto San Giorgio per le ultime due gare casalinghe della stagione 2012-13 e per l'intero campionato 2013-14.
Qui giocavano anche l'Adria Basket e il San Giorgio Calcio a Cinque, inoltre è stato il palazzo dello sport dell'U.S. Sangiorgese dalla penultima annata di A2 (1987-88, ma a stagione già iniziata) fino alla scomparsa del club. La struttura è stata utilizzata anche dalla Robur Osimo nei suoi primi anni in Legadue, dal 2002 al 2004. Nel 2009 ha ospitato lo spettacolo degli Harlem Globetrotters e dal 2017 al 2020 veniva utilizzato dalla Poderosa Montegranaro nel campionato di Serie A2.
Dal 29 Settembre 2024 il PalaSavelli ospita la squadra di pallavolo Yuasa Battery Grottazzolina nel suo primo anno di SuperLega per il campionato 2024-25.
Il palazzetto può ospitare 4 000 persone, suddivise in 8 settori tra cui 2 curve, 4 tribune laterali, tribuna gold e tribuna centrale, più il parterre.